# Sundre
Sundre est une ville (town) du Comté de Mountain View, située dans la province canadienne d'Alberta.

## Démographie
En tant que localité désignée dans le recensement de 2011, Sundre a une population de 2 610 habitants dans 1 144 de ses 1 738 logements, soit une variation de 3,4 % avec la population de 2006. Avec une superficie de 11,15 km2, la ville possède une densité de population de 233,9 hab/km2 en 2011.
Concernant le recensement de 2006, Sundre abritait 2 518 habitants dans 1037 de ses 1078 logements. Avec une superficie de 7,64 km2, la ville possédait une densité de population de 329,3 hab/km2 en 2006.
| 2001  | 2006  | 2011  | 2016  |
| ----- | ----- | ----- | ----- |
| 2 277 | 2 518 | 2 610 | 2 729 |